# 연갑수
연갑수(延甲洙, 1961년 ~ 2011년 3월 4일)는 대한민국의 사학자이자 대학 교수다. 조선 말기 특히 흥선대원군 연구에 큰 기여를 남겼다. 2011년 화재 사고로 사망했다.

## 저서

### 단독 저서
- 《대원군집권기 부국강병정책 연구》, 서울대학교 출판부, 2001
- 《고종대 정치변동 연구》, 일지사, 2008
- 《조선정치의 마지막 얼굴》, 사회평론아케데미, 2012

### 공저
- 《규장각 : 그 역사와 문화의 재발견》, 서울대학교출판부, 2009
- 《러시아는 우리에게 무엇인가》, 신인문사, 2011
- 《한국근대사 1》, 푸른역사, 2016